# イングリッシュ・グレイハウンド
イングリッシュ・グレイハウンド（英：English Greyhound）とは、イギリスのイングランド原産のサイトハウンドである。世界中で最も有名なグレイハウンド犬種のため、単にグレイハウンドとも呼ばれている。

## 歴史

ヘンリー7世王の紋章：テューダー家のルーツであるウェールズを象徴する赤竜とヘンリー7世の爵位リッチモンド伯爵の象徴として白いグレイハウンドがサポーターに描かれる。下部には両家の融和を象徴する紅白の薔薇が描かれる

イングリッシュ・グレイハウンドの最も古い先祖は、紀元前5000年以前から存在していた古代エジプトの古代犬種、チズムであるといわれている。それが商人などによってイギリスへ渡り、改良が進められた。それによって美しいボディと俊足を手に入れ、上流貴族から広く愛された。現在のドッグショーのように美しさを競い合ったり、ウサギ狩りに使われていて、その中でも最も優秀な飼い犬にはごほうびとして主人と食卓を供にし、主人と同じ豪華で贅沢な食事をしていたという記録も残っている。
イングリッシュ・グレイハウンドは後にドッグレースにも使われるようになった。おおまかなシステムは普通の競馬と同じで、賭けが当たった者には賞金が出された。しかし、レースに使われる犬の待遇の悪さなどから動物虐待であると指摘され、現在はあまり頻繁には行われていない。
2度の世界大戦、および革命や市民の暴動などが起きた際には数多くのイングリッシュ・グレイハウンドが市民によって虐殺された。このことは他の貴族用犬種などでも起こったが、イングリッシュ・グレイハウンドに対する圧力は酷い方であり、人気犬種から一気に絶滅寸前犬種にまで転落した事もあった。しかし他国に疎開した犬や愛好家の手により復活し、現在でもウサギ狩りやショードッグ、ペットなどとして世界中で人気の犬種である。日本での登録数は多くはなく、2007年の国内登録頭数は144位中95位である。登録数が少ないのは大型犬であること、サイトハウンドであり愛玩犬とは異なる飼い方を要求されるなどの理由があるが根強い愛着を持つオーナーは少なくない。
いろいろな意味で体力が多い犬種であり、かつてイギリスでレース用のイングリッシュ・グレイハウンドの雄犬が3000頭もの仔犬の父になったという逸話も残されている。この逸話を証明する手がかりはほとんど無いのだが、少なくとも相手の雌犬は数百頭いたのであろうと推測されている。

## 特徴
マズル、首、胴、脚、尾が長く、細身で流線型のボディを持つ。折れ耳（ローズ耳）、サーベル形の垂れ尾で、コートはなめらかなスムースコート。毛色はほとんど制限が無い。体高は雄71～76cm、雌68～71cm、体重は雄29～34kg、雌27～30kgの大型犬。足がとても速く、臭いは少ない。性格は好奇心が高く遊び好きであり温和で忠実。信頼関係が出来ていない人間は警戒するが、他の動物と争う傾向ではない。寒さとストレスにとても弱い。

## 参考
- 『犬のカタログ2004』（学研）中島眞理 監督・写真
- 『日本と世界の愛犬図鑑2007』（辰巳出版）佐草一優監修
- 『デズモンド・モリスの犬種事典』（誠文堂新光社）デズモンド・モリス著書、福山英也、大木卓訳 誠文堂新光社、2007年